# Admet
|  | Per a altres significats, vegeu «Admet (desambiguació)». |

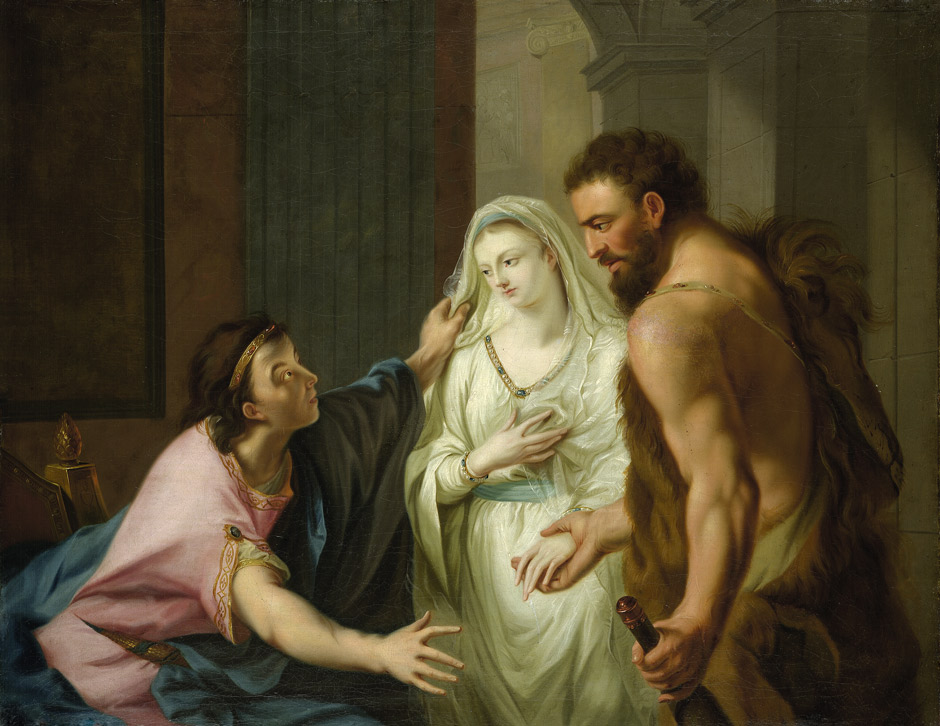
Hèracles torna Alcestis a Admet

Admet (grec antic: Ἄδμητος, llatí: Admetus) va ser un mític rei de Feres, fill de Feres (rei tessali) i de Periclímene. Va ser pare de Perimele.
A la seva joventut va prendre part a la cacera del senglar de Calidó i a l'expedició dels argonautes, i també a la guerra de Troia. Va succeir com a rei al seu pare Feres, fundador i primer rei de la ciutat de Feres a Tessàlia.
Acollí a Apol·lo quan, expulsat de l'Olimp, feia vida de pastor. S'enamorà d'Alcestis, filla de Pèlias, rei de Iolcos. Aquest havia decidit que només casaria la seva filla a qui pogués junyir un lleó i un senglar al mateix carro. Apol·lo va ajudar Admet a aconseguir el tir d'animals que Pèlias l'hi havia demanat, potser com a agraïment del bon tracte rebut d'ell durant el temps que va estar servint-lo, o perquè ell mateix estava enamorat d'Admet.
Després del casament, Admet va oblidar fer sacrificis a Àrtemis. La deessa, enfadada li va omplir la cambra nupcial de serps. Admet es va reconciliar amb Àrtemis gràcies a Apol·lo que li volia atorgar la possibilitat d'escapar de la mort, però les Moires només estaven disposades a accedir-hi si algú altre estava disposat a morir en lloc seu. Així doncs, li fou concedida la gràcia de viure si el dia de la seva mort el seu pare, la seva mare o la seva dona volien morir al seu lloc. Admet va acceptar les condicions i, arribada l'hora, fou la seua esposa Alcestis qui es va sacrificar per ell. Però Hèracles, antic company d'Admet en l'expedició dels argonautes, era de pas a Feres quan Alcestis va morir. Quan va veure al palau la gent vestida de dol i que no se sentien més que lamentacions, va voler esbrinar la causa. Quan va saber la mort de la reina va baixar a l'Hades i va tornar amb Alcestis, més jove i bella que mai. Aquesta és la versió que dona Eurípides al seu drama Alcestis. Una altra tradició deia que Hèracles no va intervenir en la resurrecció de la noia, sinó que va ser Persèfone qui, admirada pel sacrifici d'Alcestis, la va retornar a la vida.